# I-23 (sous-marin)
Pour les articles homonymes, voir I23.
Le I-23 est un sous-marin japonais de type B1 ayant servi durant la Seconde Guerre mondiale dans la Marine impériale japonaise.
Après un raid sur la côte ouest de la Californie, il participe à une tentative de deuxième attaque sur Pearl Harbor. Après avoir survécu à une attaque aérienne américaine sur Kwajalein, le I-23 a été perdu au début de 1942 avec tout son équipage quelque part au large de la côte d'Oahu à Hawaii.

## Construction
Construit par Arsenal naval de Yokosuka, à Yokosuka au Japon, le I-23 a été mis sur cale le 8 décembre 1938, sous le nom de Sous-marin n° 41. Il a été lancé le 24 novembre 1939 et a été achevé et mis en service le 27 septembre 1941.

## Description
Le I-23, pesant près de 2 600 tonnes en surface, était capable de plonger à 100 m, puis de se déplacer à une vitesse maximale de 8 nœuds, avec une autonomie de 96 milles nautiques à une vitesse réduite de 3 nœuds. En surface, sa portée était de 14 000 milles nautiques, développant une vitesse maximale de 23,6 nœuds. Il transportait un hydravion de reconnaissance biplace Yokosuka E14Y (connu des Alliés sous le nom de Glen), stocké dans un hangar hydrodynamique à la base de la tour de navigation (kiosque).

## Histoire de service
Le sous-marin a été déposé à l'arsenal naval de Yokosuka le 8 décembre 1938, sous le nom de Sous-marin n° 41. Il a été lancé le 24 novembre 1939 avec Shibata Genichi comme chef de l'équipement, et le commandant Shibata comme commandant. Il a ensuite été affecté à la division SubRon 1 du contre-amiral Sato Tsutomu, avec les I-21 et I-22.

### Attaque sur un porte-avions de la classe Lexington
Le 9 décembre 1941, le I-6 rapporta avoir aperçu un porte-avions de la classe Lexington, ainsi que deux croiseurs, au large d'Oahu. Le vice-amiral Mitsumi Shimizu, sur le croiseur Katori, vaisseau amiral de la 6e Flotte, ordonna à tous les navires du SubRon 1, à l'exception de la Force d'attaque spéciale, de poursuivre et de couler le porte-avions. Le lendemain, alors que le navire faisait surface, les vigies du I-23 ont signalé avoir aperçu un avion de patrouille américain. Lors d'une plongée en catastrophe, Le I-23 est accidentellement descendu à une profondeur de 120 m.

### Attaque sur la côte ouest
Le 11 décembre 1941, le I-23 a été redirigé vers la côte ouest des États-Unis pour faire un raid sur les navires américains dans la région de la baie de Monterey, et est arrivé à moins de 160 kilomètres de sa destination le 18 décembre. A 32 km au large de Cypress Point, Péninsule de Monterey, en Californie, après 14h15, le I-23 a fait surface sur le pétrolier SS Agwiworld de la Richfield Oil Company, d'une capacité de 6 771 tonneaux, à la position géographique de 37° N, 122° O, tirant un total de 14 obus, mais il a manqué la cible en zigzag dans une mer agitée. Le Agwiworld s'est alors échappé pour se mettre à l'abri.
Le 24 décembre 1941, le I-23' attaqua le SS Dorothy Phillips, un cargo, au large de Monterey. L'attaque endommagea le gouvernail et le Dorothy Phillips s'échoua.
Le 25 décembre, le I-23 a quitté la côte ouest pour la région de l'île de Palmyre.

### Deuxième attaque sur Pearl Harbor
En janvier 1942, l'état-major général de la Marine impériale japonaise commence à élaborer un plan pour effectuer un second raid sur Pearl Harbor. L'objectif de l'attaque était de perturber les activités de réparation navale.
À Kwajalein, cinq sous-marins furent sélectionnés pour participer à l'opération K-1, la deuxième attaque aérienne prévue sur Pearl Harbor. L'objectif de l'attaque était de bombarder le Ten-Ten Dock et de perturber les activités de réparation navale. Le plan prévoyait que les avions partiraient des îles Marshall et se rendraient à French Frigate Shoal dans les îles Hawaï (800 km à l'ouest de Pearl Harbor) où ils seraient ravitaillés en carburant par des sous-marins de classe I. Le I-9 devait prendre position à mi-chemin entre Wotje et le Shoal et servir de radiophare pour deux hydravions Kawanishi H8K1 "Emily". Les I-19, I-15 et I-26 devaient ravitailler les hydravions au Shoal. Le I-23 devait ensuite se tenir prêt à 16 km au sud de Pearl Harbor, fournissant des rapports météorologiques et agissant en tant que capacité de sauvetage air-mer.
Dans le cadre de cette mission, après le coucher du soleil le 1er janvier, le I-23 a tenté de faire une reconnaissance périscopique au large de l'île de Palmyre, mais il a essuyé des tirs. Le commandant Shibata a décidé de retirer le I-23 et de faire un nouvel essai le soir suivant. Le 3 janvier, le I-23 est arrivé sur les îles hawaïennes, et deux jours plus tard, il est parti pour Kwajalein.

### Raid aérien américain sur Kwajalein
Le 1er février 1942, la Task Force 8 du vice-amiral William F. Halsey Jr., qui comprend le porte-avions USS Enterprise, commence un raid aérien sur Kwajalein et Wotje dans les îles Marshall. Les avions du 'Enterprise ont coulé un transport et endommagé un croiseur léger, le Katori, navire amiral de la 6e flotte de Sensuikan. Le Yasukuni Maru, le ravitailleur de sous-marins, et plusieurs autres navires importants ont également été endommagés au cours du raid.
À l'époque, le I-23 prenait en charge les fournitures en étant ancré entre le ravitailleur de sous-marin, le Yasukuni Maru, et le I-26. Il a riposté en tentant de larguer sa cargaison en pontée dans la mer. Après que le Yasukuni Maru ait été touché par une bombe, l'un de ses mitrailleurs de 25 mm a été blessé par des fragments de bombe. Le réservoir de gaz de son hydravion s'est enflammé, provoquant un petit incendie. Le temps que les Dauntless des escadrons VS-6 et VB-6 arrivent, tous les sous-marins avaient été immergés. Après l'attaque, le I-23 a brièvement participé à une poursuite et une chasse infructueuses de la Task Force de Halsey, mais il est revenu plus tard.

### Perte de l'I-23
Le 24 février 1942, à 23h30, le I-23 transmet son dernier rapport de la région d'Hawaï. Présumé perdu avec tous ses quatre-vingt-seize marins quelque part au large des côtes d'Oahu à Hawaii, y compris l'officier d'état-major de la Flotte Combinée, le LtCdr Konishi Masayoshi, il fut retiré de la liste de la Marine le 30 avril 1942.